# Тајсир ел Џасим
Тајсир Џабер ел Џасим (арап. تيسير جابر الجاسم‎, романизовано Taiseer Jaber Al-Jassim; Ријад, 25. јул 1984) професионални је саудијски фудбалер који игра у средини терена на позицији средњег везног играча.

## Клупска каријера
Читаву професионалну каријеру коју је започео још 2003. године провео је играјући за саудијски Ал Ахли из Џеде са којим је освојио све најважније трофеје у земљи. Једно краће време у два наврата играо је као позајмљен играч у катарским клубовима Ал Гарафа и Катар.

## Репрезентативна каријера
За сениорску репрезентацију Саудијске Арабије дебитовао је 17. новембра 2014. у квалификационој утакмици за светско првенство против селекције Шри Ланке, и од тада је стандардни репрезентативац. Први гол за репрезентацију постигао је у пријатељској утакмици против селекције Сингапура одиграној 27. јуна 2007. године. Исте године остварио је и највећи успех у репрезентативном дресу освојивши сребрну медаљу на Првенству Азије (постигао је и два гола у утакмици групне фазе против Бахреина). 
Био је део националног тима на Светском првенству 2018. у Русији, где је одиграо две утакмице свог тима у  групи А.
За репрезентацију је одиграо преко 130 утакмица.

## Успеси и признања
ФК Ал Ахли Џеда
- Саудијско првенство (1): 2015/16.
- Саудијски куп (3): 2010/11, 2011/12, 2015/16.
- Куп престолонаследника (2): 2006/07, 2014/15.
- Саудијски суперкуп (1): 2016/17.